# Alberto Blanco (baloncesto)
Alberto Blanco Vila conocido como Alberto Blanco (Villagarcía de Arosa, España, 8 de enero de 1970) es un entrenador español de baloncesto. Es fundador del reconocido torneo de base Vilagarcía Basket Cup.

## Trayectoria
Blanco comenzó su carrera en los banquillos en 1998 como entrenador del equipo cadete del Liceo Marítimo y más tarde, entrenaría a diferentes equipos gallegos como Club Baloncesto Peixefresco Marín (EBA), Club Xuventude Baloncesto (Primera Nacional) y Arranz Burgos (Liga Femenina). En septiembre de 2006 fue nombrado seleccionador femenino de Mozambique, cargo del que fue destituido en agosto de 2007. Más tarde, formaría parte del equipo técnico del Unicaja de Málaga.
En verano de 2009, es nombrado director deportivo del Obradoiro Clube de Amigos do Baloncesto de Liga ACB, club al que llegaría con Curro Segura como entrenador.
En verano de 2015, se incorpora como entrenador ayudante del entrenador argentino Marcelo Nicola a la disciplina del Lietuvos Rytas de la Lietuvos Krepšinio Lyga.
En la temporada 2017-18, firmaría un nuevo contrato con el club lituano para ser ayudante de Rimas Kurtinaitis. En esta nueva etapa, Blanco compaginaría el puesto de segundo entrenador del primer equipo con el de ojeador y captador de talentos bajo la dirección del exjugador de la NBA Linas Kleiza, incorporado al organigrama técnico del Lietuvos Rytas.
En la temporada 2018-19 continuaría en su cuarta temporada en el cuerpo técnico del club lituano.
En la temporada 2019-20 firma como entrenador ayudante de Carles Marco en el Chocolates Trapa Palencia de la Liga LEB Oro, además de ser entrenador ayudante de Žan Tabak en la selección nacional de Eslovaquia.
En la temporada 2020-21 firma como entrenador en el BK Inter Bratislava y director técnico de las selecciones de formación masculinas de Eslovaquia.
En la temporada 2021-22 dirige al filial del Lokomotiv Kuban.
En la temporada 2022-23 firma como director general del Cáceres Ciudad del Baloncesto de la Liga LEB Oro, renovando en el cargo en la temporada 2023-24 y permaneciendo en el mismo hasta el 22 de enero, fecha en la que fue anunciada la rescisión de su contrato con el club.

## Clubs
- Categorías inferiores del Liceo Marítimo
- Club Baloncesto Peixefresco Marín. Liga EBA
- Club Xuventude Baloncesto. Primera Nacional
- Arranz Burgos (Liga Femenina)
- 2006-2007  Seleccionador femenino de Mozambique
- 2007-2009 Unicaja de Málaga. Entrenador ayudante
- 2009-2010 Obradoiro Clube de Amigos do Baloncesto. Director deportivo
- 2015-2019 Lietuvos Rytas. Entrenador ayudante de Marcelo Nicola y Rimas Kurtinaitis
- 2019-2020 Palencia Baloncesto. Liga LEB Oro. Entrenador ayudante de Carles Marco
- 2019-2021 Selección de Eslovaquia. Entrenador ayudante de Žan Tabak
- 2020-2021 BK Inter Bratislava. Slovenská Basketbalová Liga. Entrenador
- 2021-2022 Lokomotiv Kuban II. Entrenador
- 2022-2024 Cáceres Ciudad del Baloncesto. Liga LEB Oro. Director deportivo